# Бери або плати
«Бери або плати» (англ. Take-or-Pay; ToP) — поширена норма побудови договорів про постачання деяких видів товарів великим покупцям. Тоді як постачальник бере на себе зобов'язання надати товар аж до зафіксованих у договорі максимальних обсягів, покупець зобов'язується в будь-якому разі сплатити певну частину цих обсягів, незалежно від того, скільки він закупив насправді в розглянутий період.
З допомогою принципу «бери або плати» мінімізуються ризики постачальника по збуту, на тлі капіталовкладень, які він змушений зробити для забезпечення поставок у максимальному обсязі. Дані ризики в альтернативному випадку постачальник був би змушений включити у формулу ціноутворення.

## Застосування при торгівлі газом
Вперше принцип «бери або плати» ввели в Нідерландах, де були виявлені великі запаси газу — Гронінгенське газове родовище. Його розробка виявилася дуже дорогою. Для будівництва інфраструктури видобутку і транспортування газу були вкладені державні гроші. І щоб повернути вкладені кошти, потрібно було забезпечити стабільність оплати і постачань. Для цього був запроваджений принцип «бери або плати», а ціни на газ прив'язані до ціни на нафту. З покупцями газу були укладені довгострокові багаторічні контракти, в яких зафіксовані обсяги газу, який покупець зобов'язується отримати. Якщо покупець не придбав весь законтрактований обсяг, то він зобов'язаний сплатити штраф. Ціна на газ щоквартально переглядалася.
Потім цей же принцип був застосований російською компанією Газпром у контрактах з європейськими та китайськими споживачами газу, більшість з яких укладено на термін до 25 років на базі міжурядових угод.
Україна була змушена платити за таким принципом з 2008 року в результаті підписання  контракту прем'єр-міністра Тимошенко з Газпромом.